# Mycale crassa
Mycale crassa är en svampdjursart som först beskrevs av Arthur Dendy 1896.  Mycale crassa ingår i släktet Mycale och familjen Mycalidae.
Artens utbredningsområde är Sydaustralien. Inga underarter finns listade i Catalogue of Life.